# Vilajuïga
Vilajuïga ist eine katalanische Gemeinde in der Provinz Girona im Nordosten Spaniens. Sie liegt in der Comarca Alt Empordà. 

## Geschichte
Die Anfänge von Vilajuïga liegen im Dunkeln. Funde auf dem Puig Castellar sprechen diesen als Fluchtort für die im Tal ansässige Bevölkerung an. Der Name des Ortes bedeutet „Judensiedlung“; die heutige Kirche war zuvor eine Synagoge. Der Grund der mittelalterlichen Ansiedlung dürfte darin zu suchen sein, als von dem Ort aus der Weg zum Kloster Sant Pere und zur Kirche Santa Helena führte. Beide Orte wurden von Wallfahrern besucht und man kann daher annehmen, dass diese am Beginn hier Transporthilfen und Versorgung kaufen konnten.

## Lage
Die Gemeinde liegt zwischen den BergzügenRodes und Albera auf einer Höhe von 31 Metern. Mitten durch den Ort führt eine Zugangsstraße zum wenige Kilometer entfernten Benediktinerkloster Sant Pere de Rodes im Naturpark Cap de Creus.

## Wirtschaft
In der Gemeinde Vilajuïga wird Weinbau betrieben. Die Trauben werden in der örtlichen Genossenschaft verarbeitet und unter der garantierten Herkunftsbezeichnung Empordà Costa Brava vermarktet. Außerdem gibt es im Ort eine Mineralwasserquelle, die bereits seit dem Jahre 1904 kommerziell unter der Markenbezeichnung Aigua de Vilajuïga genutzt wird.

## Sehenswürdigkeiten
Die folgenden Sehenswürdigkeiten in Vilajuïga sind von kulturhistorischem und touristischem Interesse:
- Romanische Kirche Sant Feliu
- Burgruine Castell de Quermançó
- Alte Brennerei
- Dolmen de la Carena und Dolmen Vinya del Rei.

## Galerie

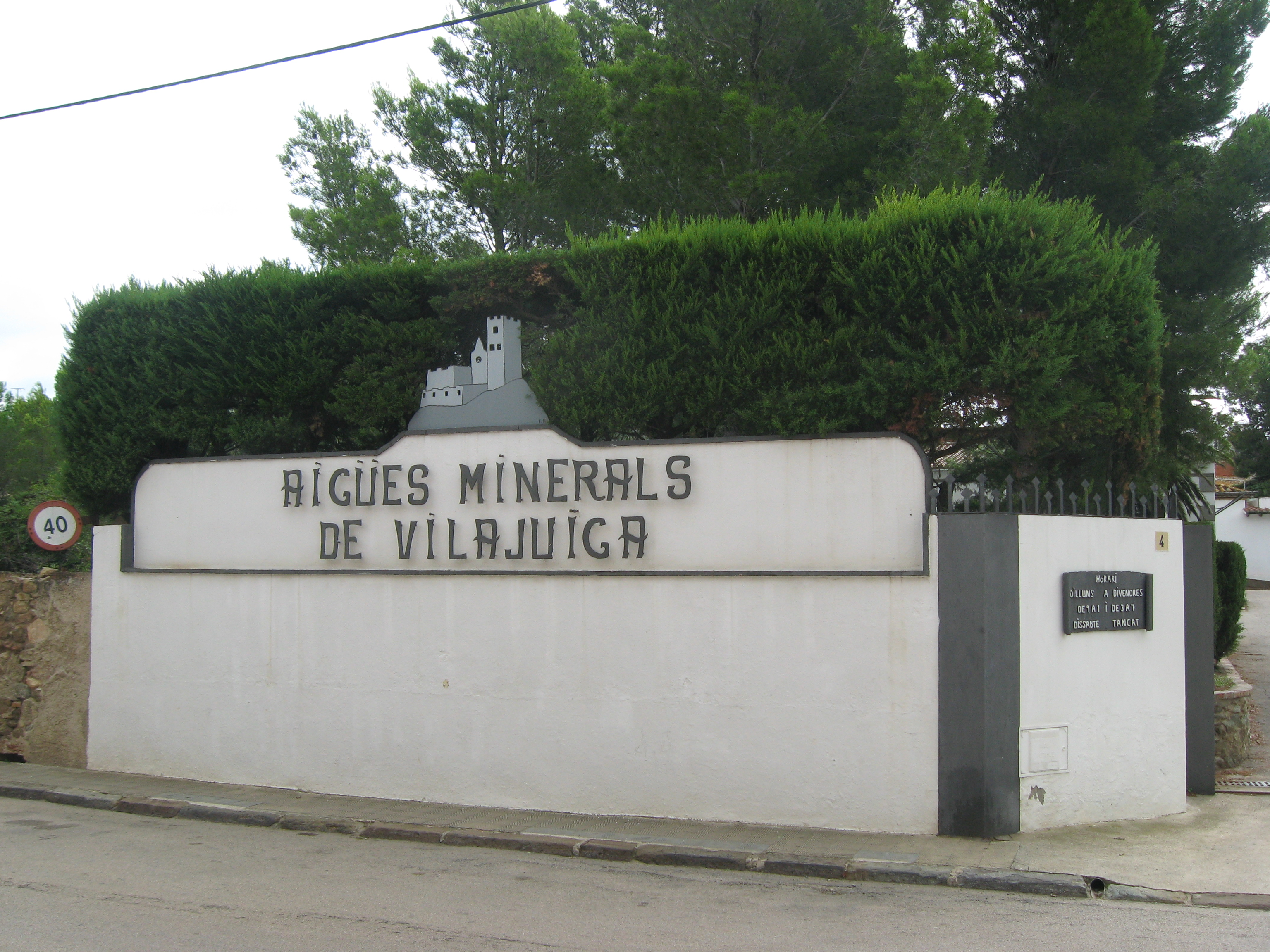
Mineralwasserquelle
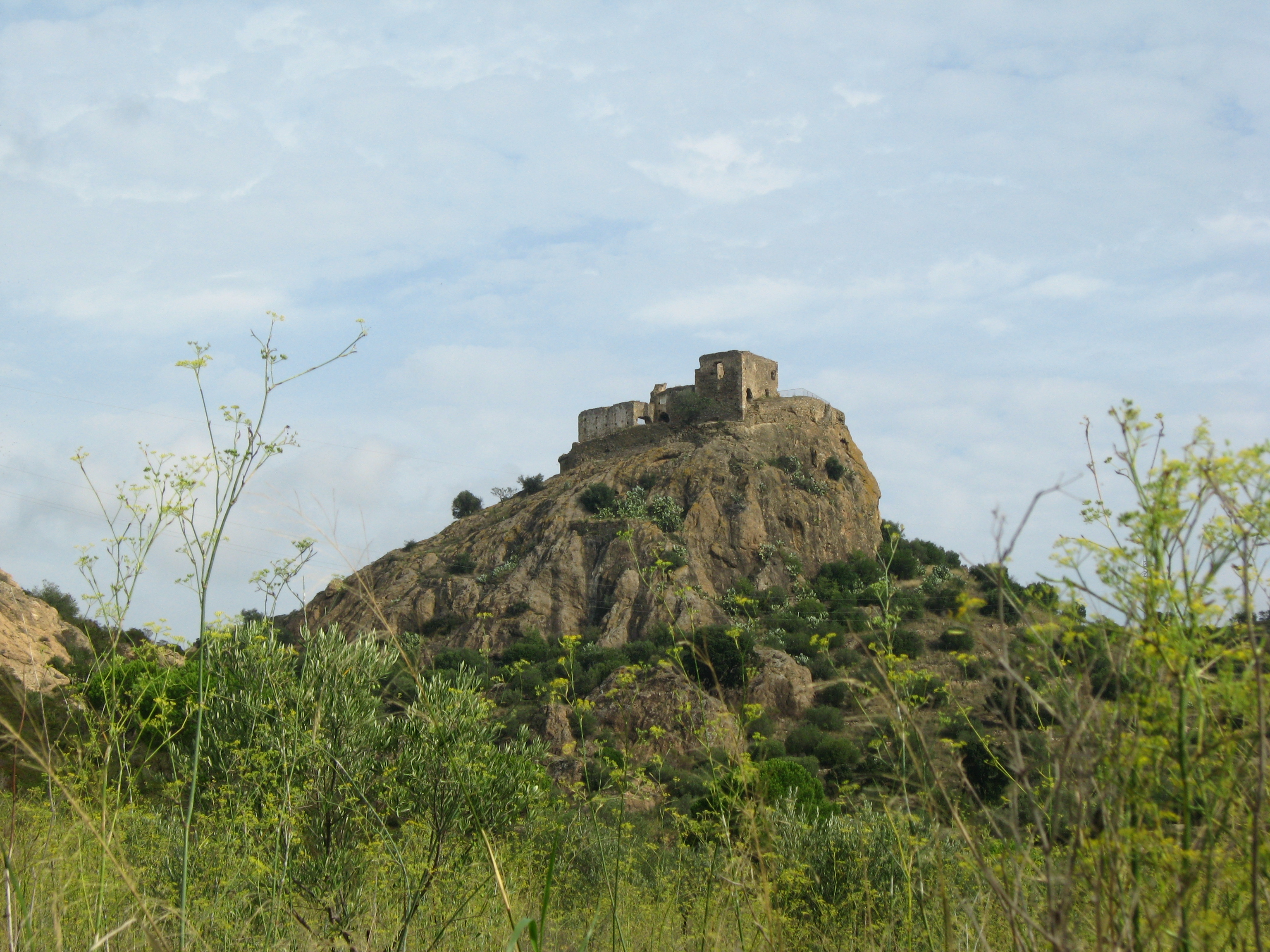
Burgruine Castell de Quermançó
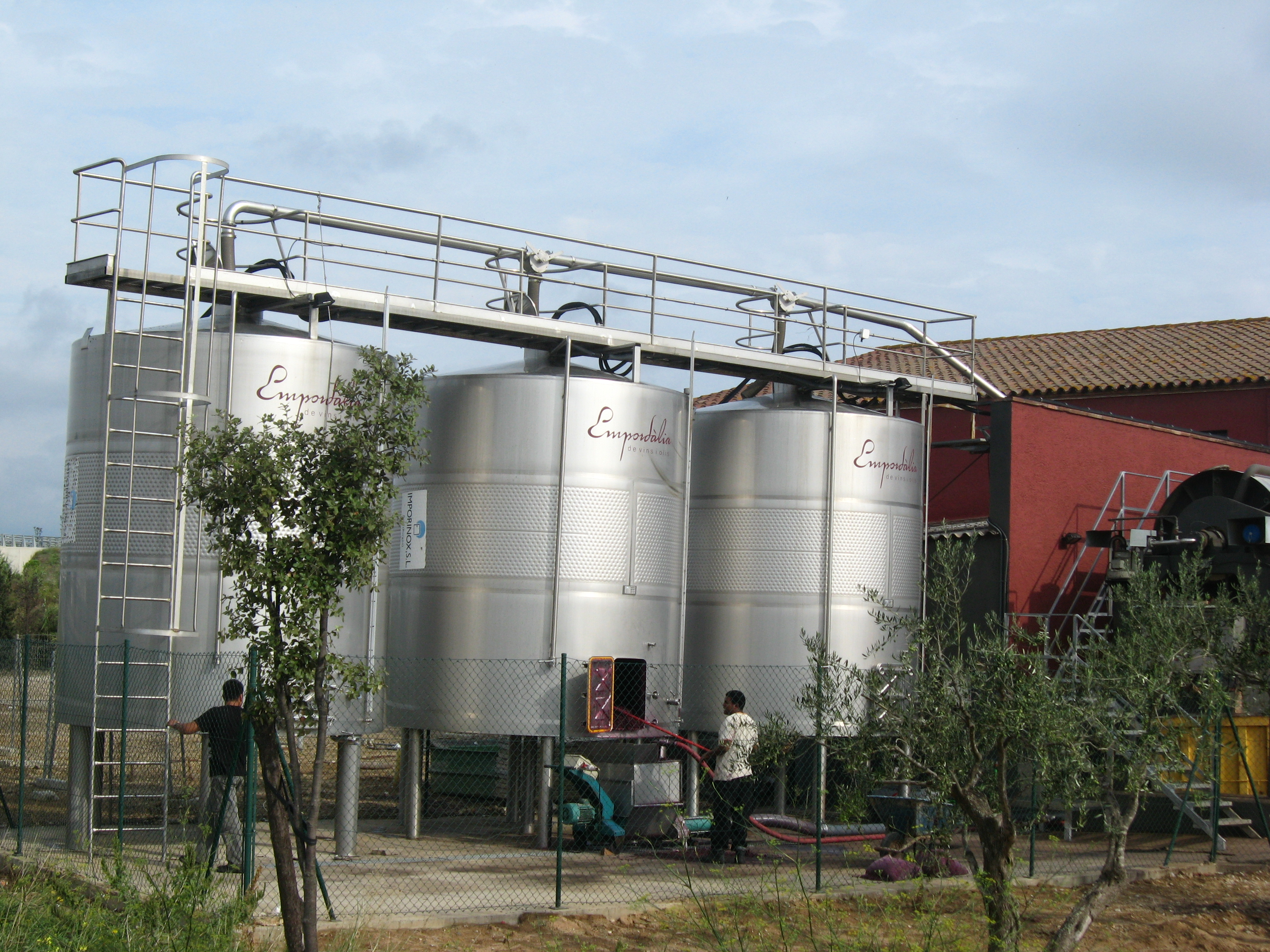
Weinkellerei
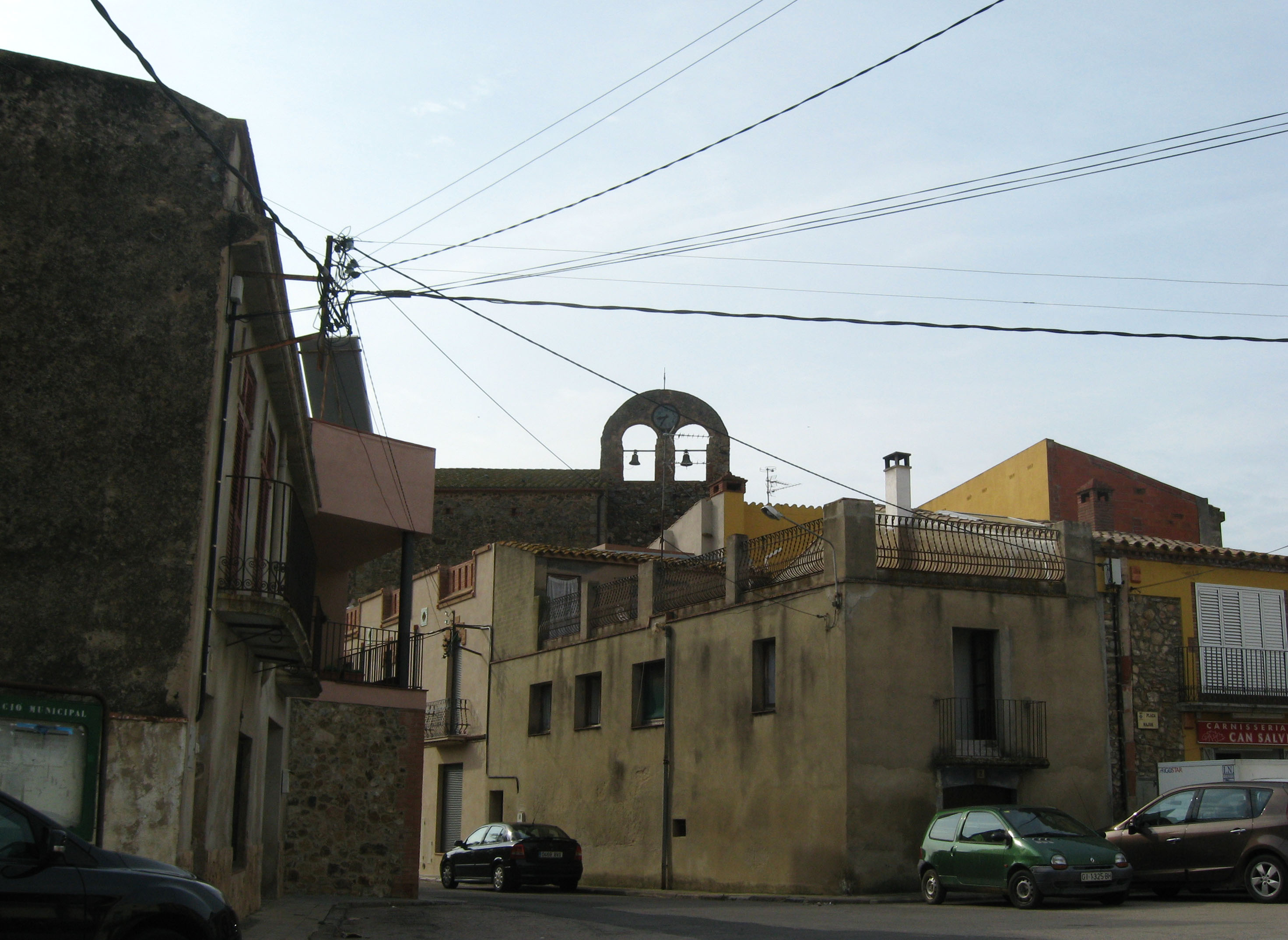
Glockengiebel der romanischen Kirche
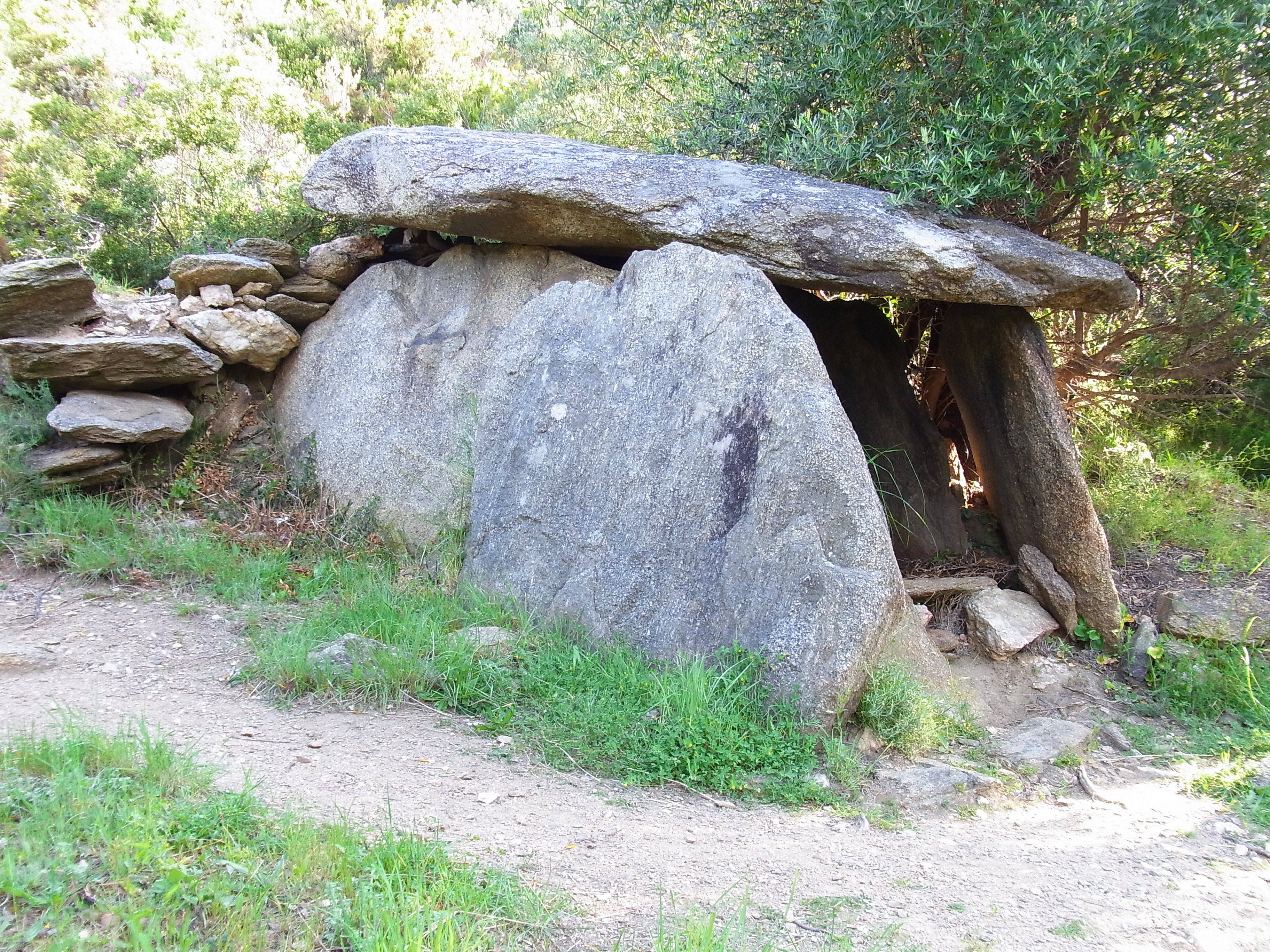
Dolmen Vinya del Rei